# يوهان فريدريك بوتجر

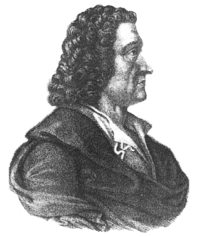
يوهان فريدريش بوتگر.

يوهان فريدريك بوتجر (بالألمانية: Johann Friedrich Böttger) أو يوهان فريدريش بوتگر ( 1682 م - 1719 م ) .

خزَّاف ألماني .
( في عام 1708 م اكتشف الكيميائي يوهان فريدريك بوتجر، وكان يعمل في مدينة مايسن ، في مقاطعة سكسونيا ، أنه باستعماله الكاولين يمكن صنع الخزف (البورسلين) - والكاولين أو الصلصال الصيني ( مادة خزفية صينية (( صلصال نقي)) ) ، كان هذا السر معروفاً من الصينيين منذ قرون عدة، ولكن أحداً في أوروبا لم يكن قد اكتشفه بعد . وما هما إلا سنتان حتى فُتن الأمير ، منتخِب سكسونيا، ببعض الآنية الخزفية الأولى التي صنعها بوتجر، فأنشأ مصنعاً لذلك في مايسن . وبإشراف بوتجر نفسه وإرشادته تم إنتاج قطع رائعة ما لبثت أن باتت محط أنظار كل أصحاب الذوق الرفيع في أوروبا وغيرتهم . وظل بوتجر محتفظاً بالسرّ طوال سنوات عدة ) .
بوتجر - يوهان فريدريك (1682 ـ 1719م). كيميائي ألماني، أول من أنتج الخزف الصيني من الأوروبيين . وقد ظل سر صناعة الخزف الصيني لغزاً لمئات السنين منذ أن جاء الصينيون بالخزف إلى أوروبا.
نجح بوتجر في تصنيع الخزف الصيني عام 1708م، وحقق شهرة لمنتجاته عام 1709م. ويرجع الفضل لعبقرية بوتجر في مجال تقنية السيراميك في استمتاعنا بالكثير من استخدامات السيراميك على جدران الحمامات، وفي شمعات الإشعال الشراري في السيارة والعوازل الكهربائية، فكلها نتاج لاكتشاف بوتجر. وُلِد بوتجر في شلايتز بالقرب من بلاون بألمانيا .